# HD 224635
HD 224635 in HD 224636 je par zvezd, ki oblikujeta binarni zvezdni sistem v ozvezdju Andromede. Od nas sta oddaljeni približno 94 svetlobnih let, ena okoli druge pa se obkrožita na vsakih 717 let.
Primarna zvezda je HD 224635 z magnitudo 6,46 (kar jo postavlja na seznam zvezd, ki so vidne s prostim očesom le pod najboljšimi pogoji) in s spektralnim razredom F8. Je 1,19-krat masivnejša od Sonca.
Sekundarna zvezda, ki je rahlo temnejša, je HD 224636 z navidezno magnitudo 6,72 in spektralnim tipom G1. Je 1,13-krat masivnejša od Sonca.